# Derby (hípica)

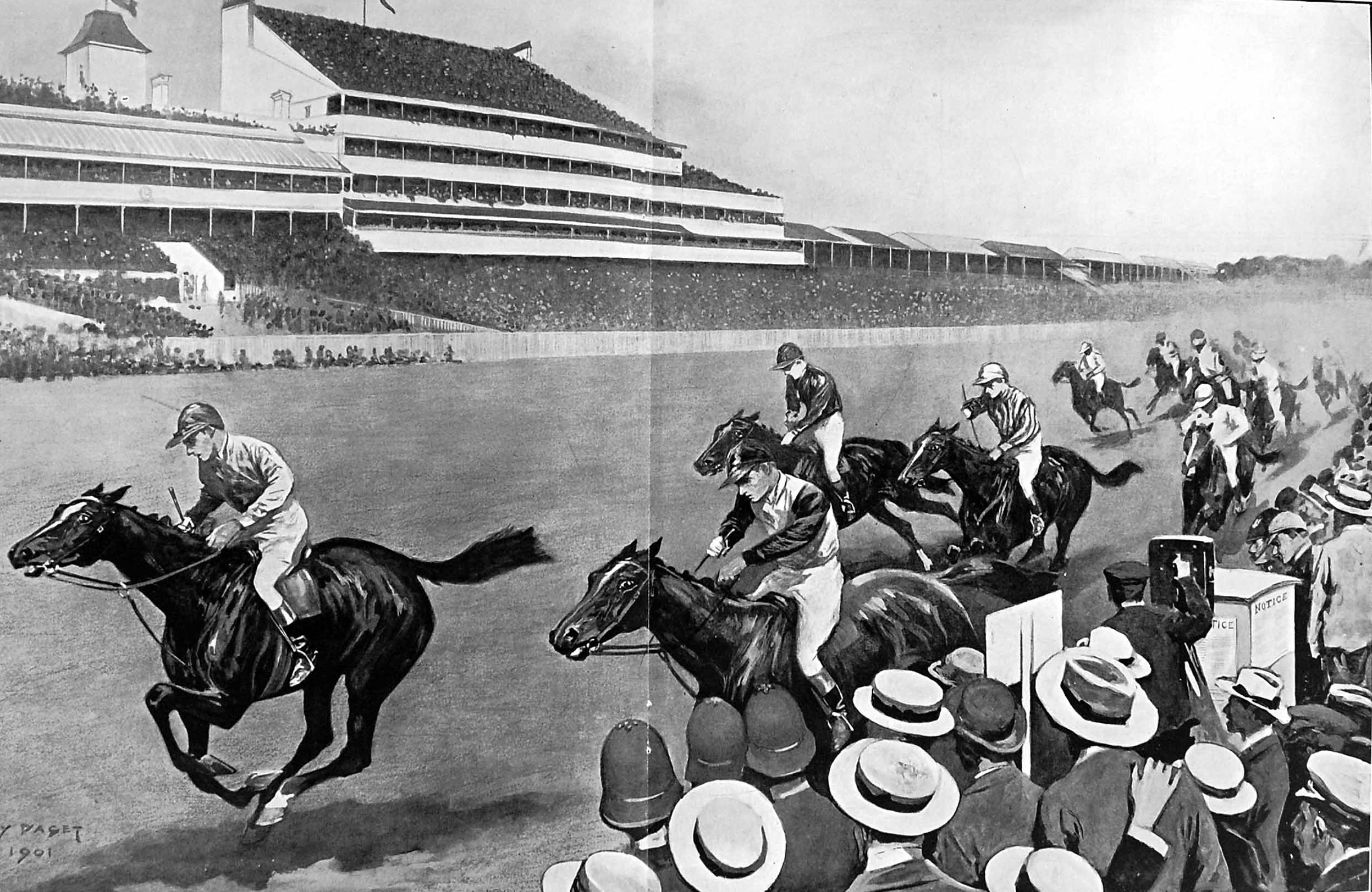
Derby de Epsom, 1901, donde Volodyovsky venció a William The Third.

Derby (y también derbi con "i") es una carrera de caballos que tiene una gran importancia sobre las otras carreras. A menudo hace parte de la Triple Corona o de la Cuádruple Corona de turf. Los derbys más importantes que se disputan alrededor del mundo son el Derby de Epsom, en Epsom Downs, Inglaterra, y el Derby de Kentucky, que se disputa anualmente en Churchill Downs, Estados Unidos.
El Derby es una carrera para machos de edad clásica (3 años). El Derbi de Epsom tiene una distancia de 1 1/2 millas (2,424  kilómetros). La mayoría de los derbys tienen una distancia en torno a los 2,4  kilómetros.
El Derby de Chile más importante es el de Viña del Mar, que se lleva a cabo todos los años en el mes de febrero en el Valparaíso Sporting Club, y es el último clásico de la Triple Corona de Chile.
El Gran Derby peruano se disputa en el Hipódromo de Monterrico, en Lima.
En Argentina, el derby es el Gran Premio Nacional, en el Hipódromo de Palermo, en Buenos Aires.
En Uruguay es el Gran Premio Nacional que se desarrolla en el Hipódromo de Maroñas, en Montevideo.